# 아프가니스탄의 도시 목록

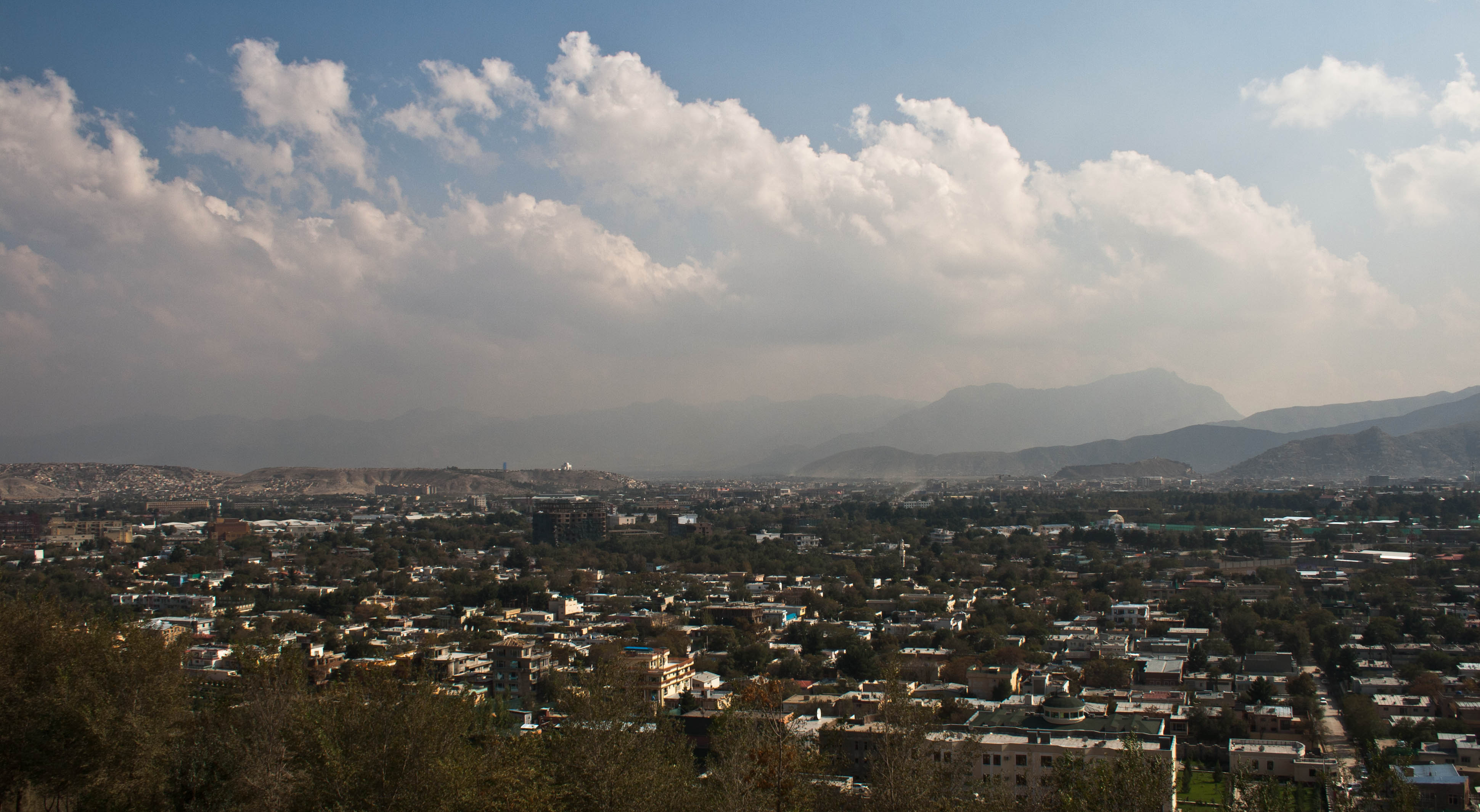
아프가니스탄의 수도 카불은 여러 민족이 함께 모여 사는 곳이다.

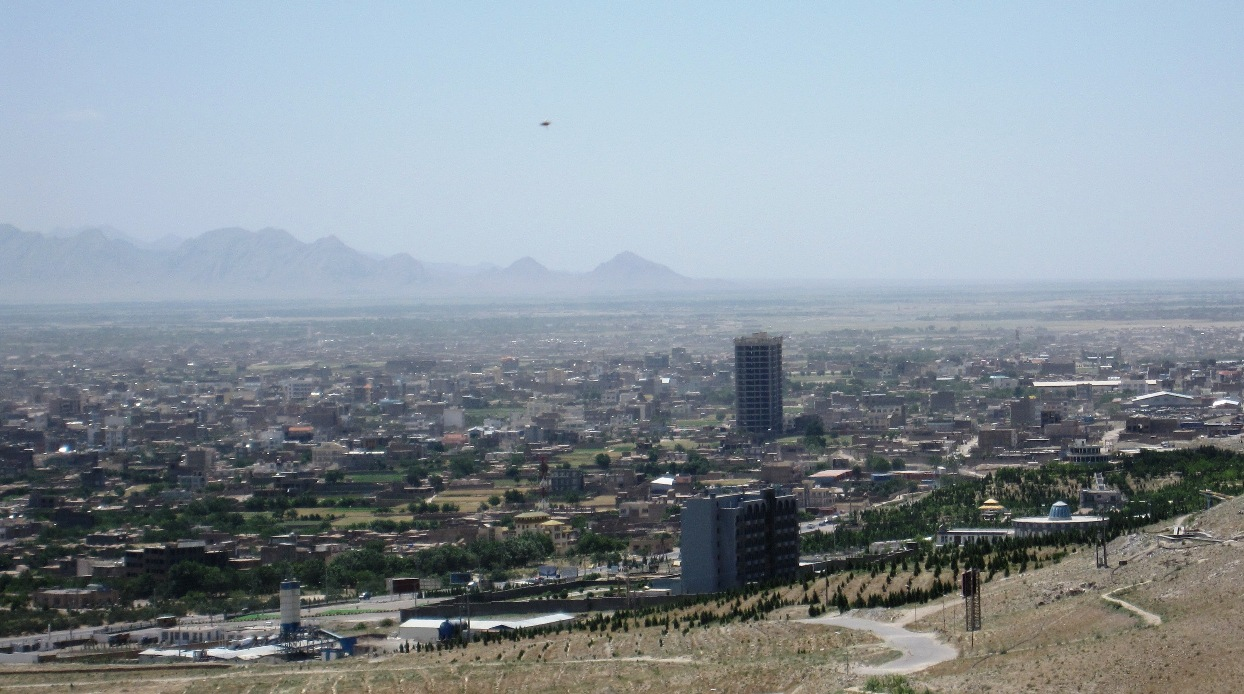
헤라트

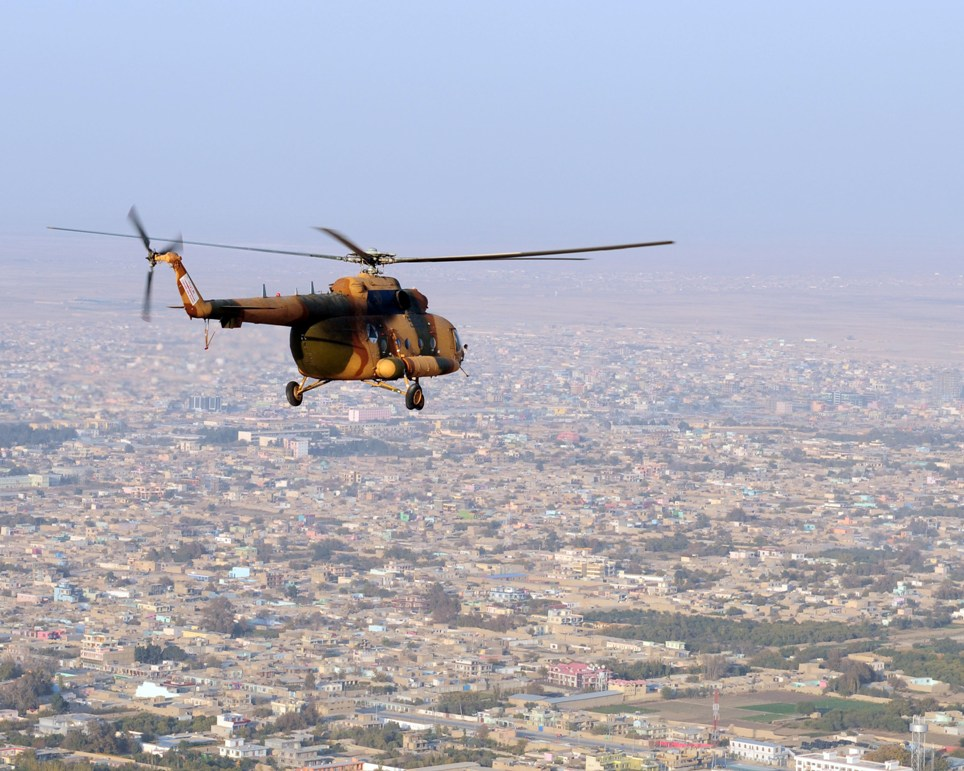
마자르이샤리프

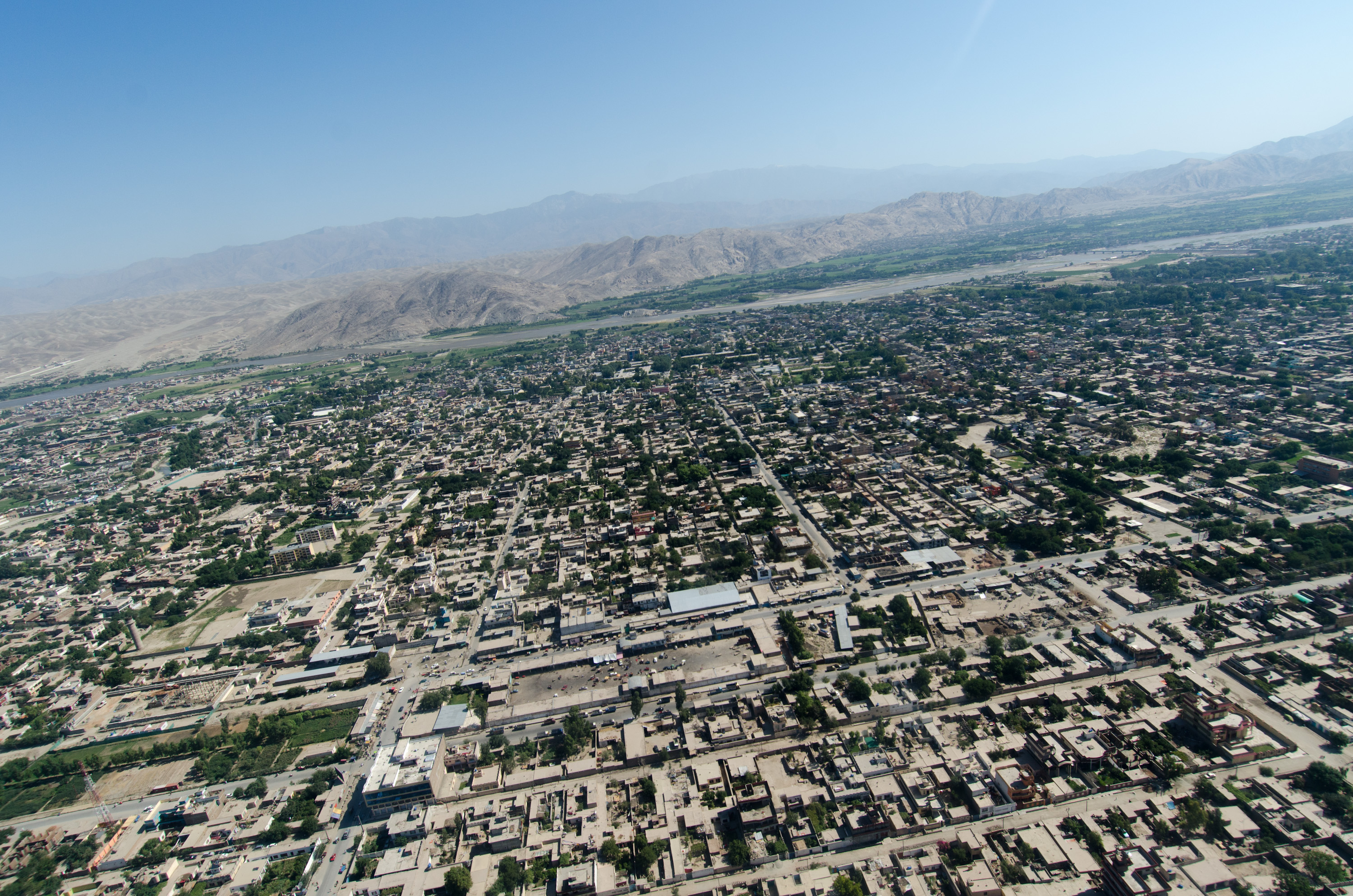
잘랄라바드

아프가니스탄의 도시들 가운데 인구가 1백만 명을 넘는 곳은 수도인 카불 뿐이다. 그 외 대부분의 도시는 작은 규모이다. 미국 중앙정보부(CIA)에 따르면 아프가니스탄의 2011년 기준 총 인구는 31,822,848명이며 이 가운데 도시권에 사는 인구는 대략 6백만 명 정도이고 나머지 인구는 농촌 지역에 살고 있다.

## 목록
아프가니스탄의 도시권에서 인구 10만 명 이상이 거주하는 곳은 아래의 19곳이다.
| 도시           | 행정구역     | 인구(최소) |
| -------------- | ------------ | ---------- |
| 카불           | 카불주       | 3,589,000  |
| 칸다하르       | 칸다하르주   | 491,500    |
| 헤라트         | 헤라트주     | 436,300    |
| 마자르이샤리프 | 발흐주       | 368,100    |
| 잘랄라바드     | 낭가르하르주 | 306,500    |
| 쿤두즈         | 쿤두즈주     | 304,600    |
| 가즈니         | 가즈니주     | 270,000    |
| 라슈카르가     | 헬만드주     | 250,200    |
| 탈로칸         | 타하르주     | 219,000    |
| 풀리훔리       | 바글란주     | 203,600    |
| 호스트         | 호스트주     | 180,214    |
| 차리카르       | 파르반주     | 171,200    |
| 시바르간       | 주즈잔주     | 161,700    |
| 사르이폴       | 사르이폴주   | 150,700    |
| 마이마나       | 파르야브주   | 149,040    |
| 체그체란       | 구르주       | 131,800    |
| 메타르람       | 라그만주     | 126,000    |
| 파라           | 파라 주      | 108,400    |
| 풀이알람       | 로가르주     | 102,700    |

## 갤러리

아프가니스탄의 소규모 도시
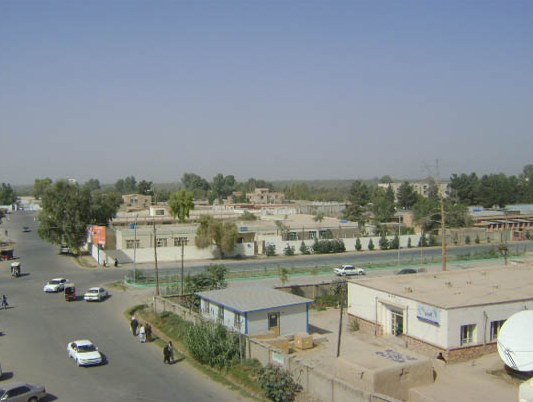
헬만드주의 주도 라슈카르가
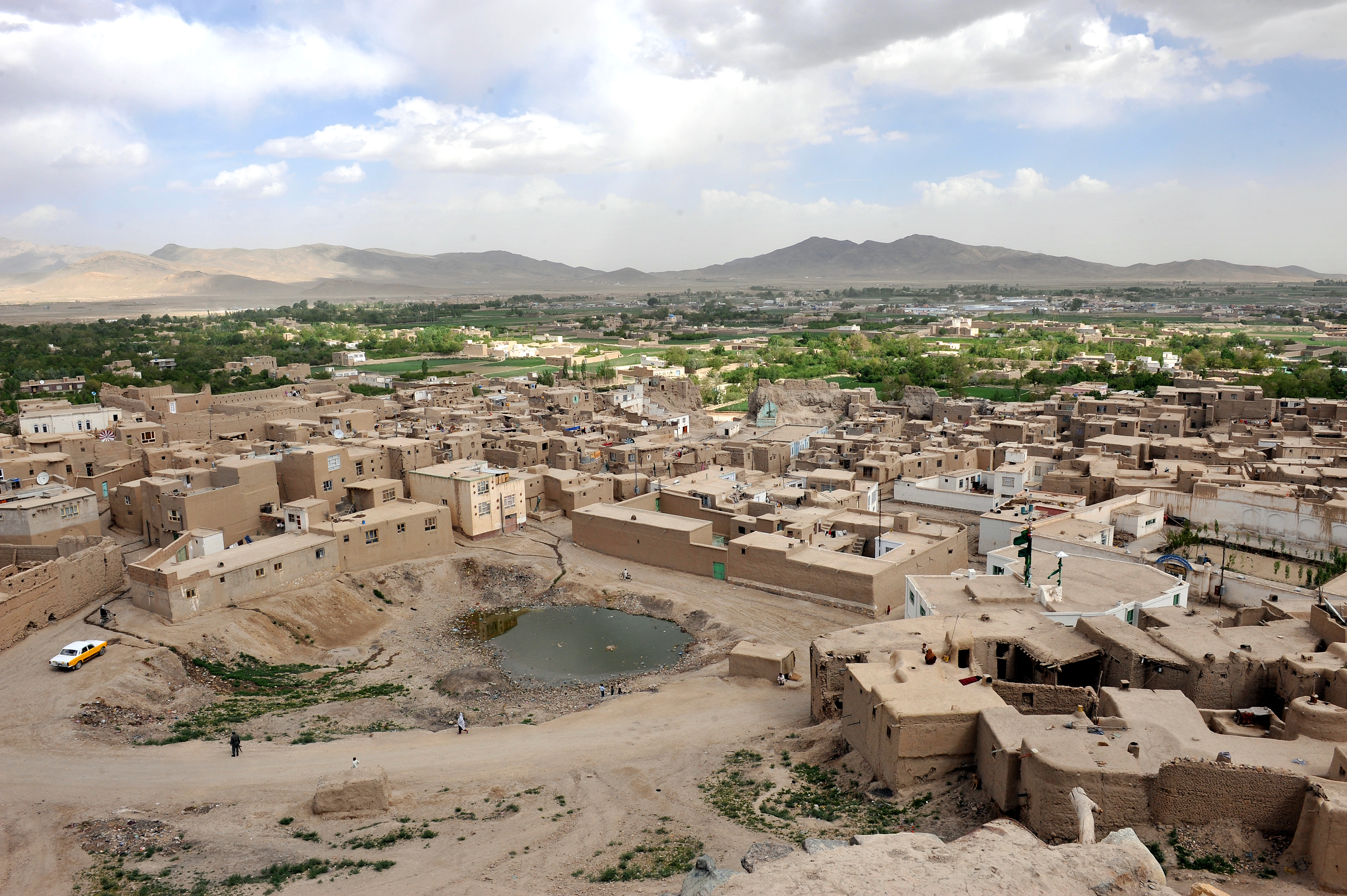
가즈니주의 주도 가즈니
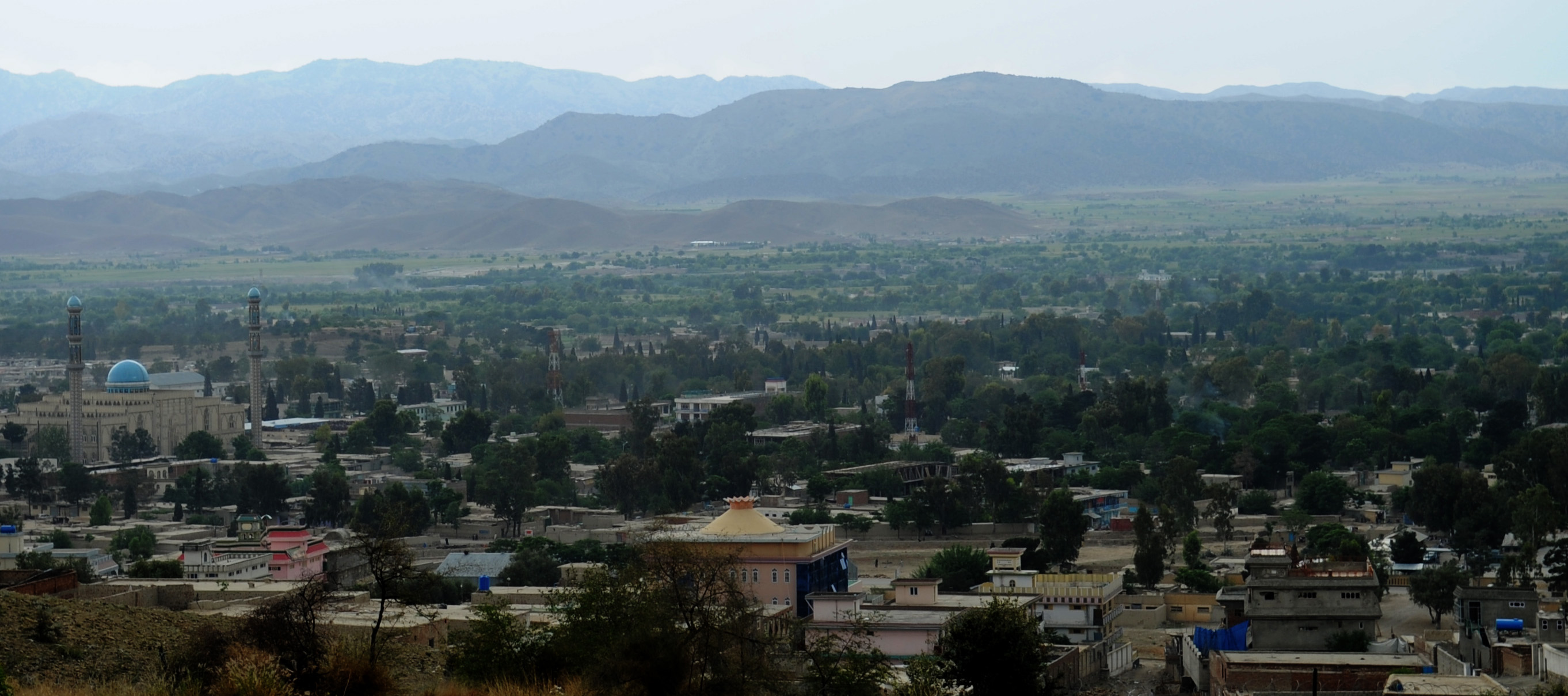
호스트주의 주도 호스트
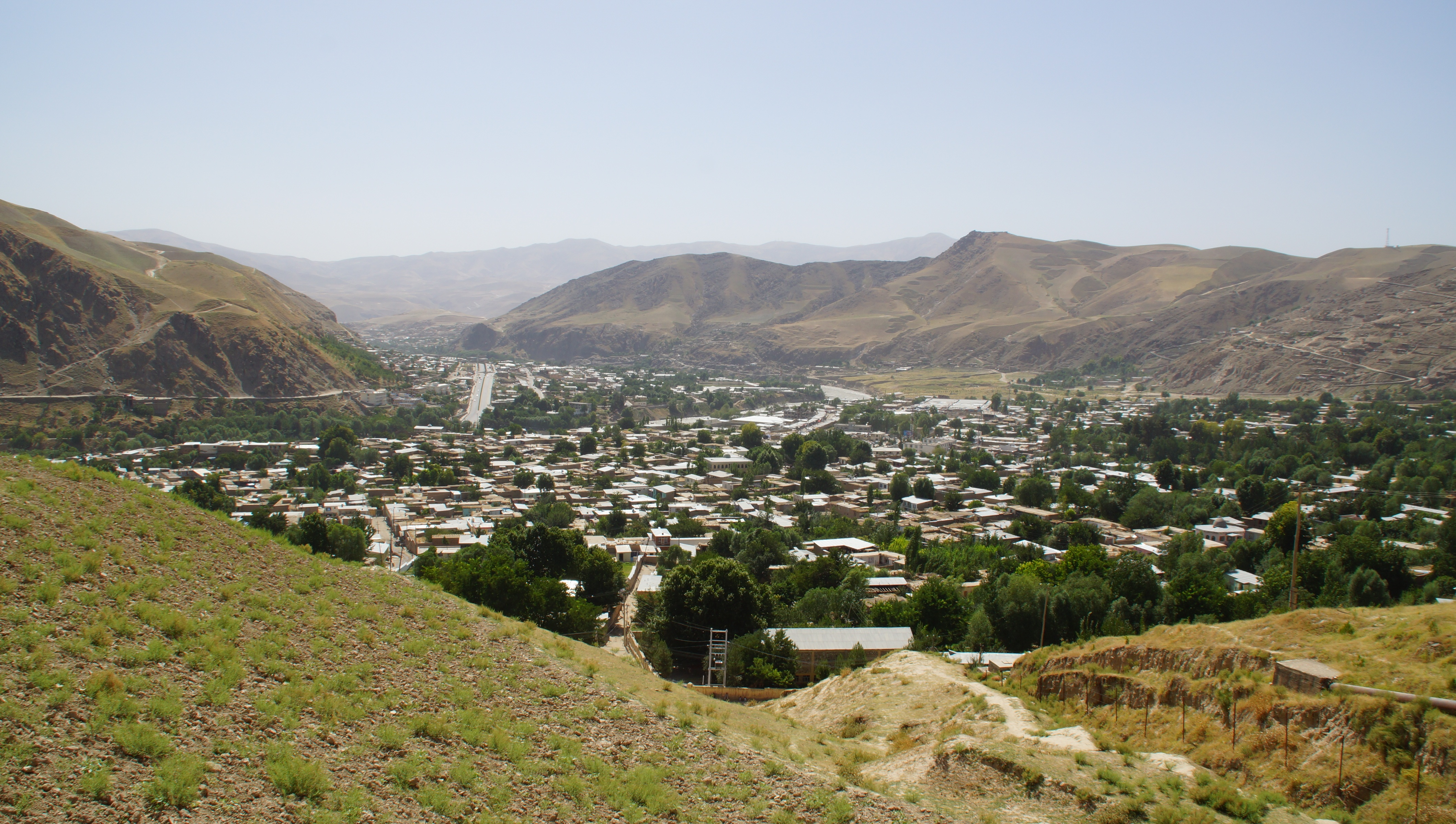
바다흐샨주의 주도 파이자바드
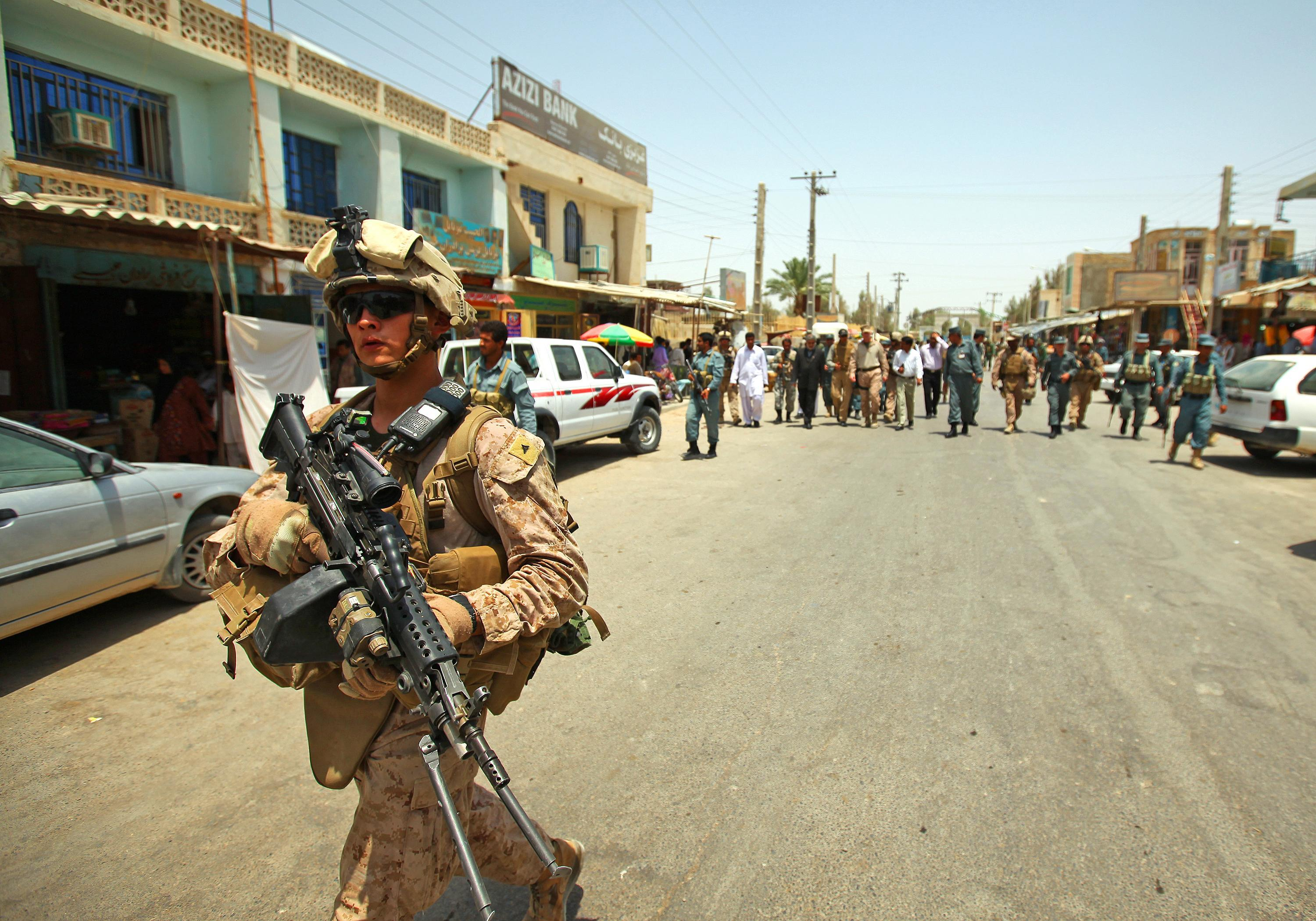
님루즈주의 주도 자란지
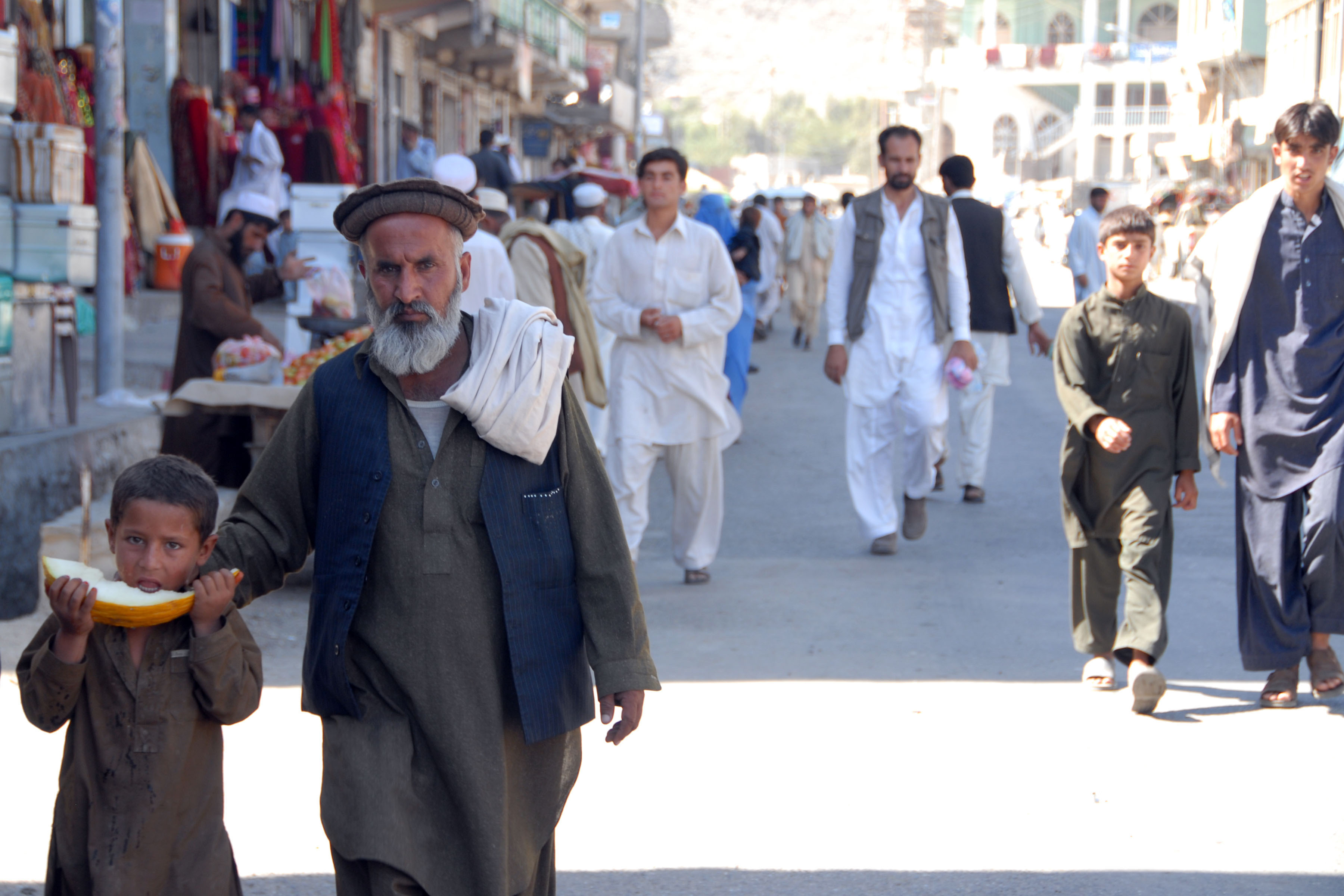
쿠나르주의 주도 아사다바드

## 같이 보기
- 아프가니스탄의 행정구역